# ATP Qatar Open 2024
ATP Qatar Open 2024 a fost un turneu de tenis masculin jucat pe terenuri cu suprafață dură în aer liber. A fost cea de-a 32-a ediție a evenimentului și a făcut parte din seria ATP 250 din Circuitul ATP 2024. A avut loc la Khalifa International Tennis and Squash Complex din Doha, Qatar, în perioada 19 – 24 februarie 2024.

## Campioni

### Simplu
Pentru mai multe informații consultați ATP Qatar Open 2024 – Simplu

### Dublu
Pentru mai multe informații consultați ATP Qatar Open 2024 – Dublu

## Puncte și premii în bani

### Distribuția punctelor
| Probă  | C   | F   | SF  | QF | Runda 2 | Runda 1 | Q   | Q2  | Q1  |
| Simplu | 250 | 165 | 100 | 50 | 25      | 0       | 12  | 7   | 0   |
| Dublu  | 250 | 150 | 90  | 45 | N/A     | 0       | N/A | N/A | N/A |

### Premii în bani
| Probă  | C         | F         | SF       | QF       | Runda 2  | Runda 1  | Q2      | Q1      |
| Simplu | 212.300 $ | 123.840 $ | 72.810 $ | 42.190 $ | 24.500 $ | 14.970 $ | 7.485 $ | 4.085 $ |
| Dublu* | 73.770 $  | 39.470 $  | 23.140 $ | 12.930 $ | 7.620 $  | N/A      | N/A     | N/A     |

*per echipă